# Mistrzostwa Świata Juniorek w Hokeju na Lodzie 2023
15. Mistrzostwa Świata Juniorek w Hokeju na Lodzie 2023 organizowane przez IIHF odbyły się w Szwecji. Miastem goszczącym najlepsze juniorskie reprezentacje świata było Östersund. Turniej elity rozegrany został w dniach 8 – 15 stycznia 2023 roku. Zawody były jednocześnie kwalifikacją do następnego turnieju.

## Elita
| Msc. | Reprezentacja     |
| ---- | ----------------- |
|      | Kanada            |
|      | Szwecja           |
|      | Stany Zjednoczone |
| 4    | Finlandia         |
| 5    | Czechy            |
| 6    | Słowacja          |
| 7    | Szwajcaria        |
| 8    | Japonia           |

W tej części mistrzostw uczestniczyły 8 najlepszych reprezentacji juniorskich na świecie. System rozgrywania meczów był inny niż w niższych dywizjach. Najpierw wszystkie drużyny uczestniczyły w fazie grupowej, podzielone na dwie grupy. Dwie pierwsze drużyny z grupy A, automatycznie awansowały do półfinału. Trzecia i czwarta drużyna z grupy A, oraz pierwsza i druga z B spotkały się w ćwierćfinale. Ekipy z miejsc 3 i 4 z grupy B walczyły między sobą o utrzymanie. Najsłabsza drużyna spadła do Dywizji I Grupy A. Mecze zostały rozegrane w dniach od 8 – 15 stycznia 2023 roku w Östersund.

## Pierwsza dywizja
Grupa A
| Lp. | Drużyna  |
| --- | -------- |
| 1   | Niemcy   |
| 2   | Włochy   |
| 3   | Norwegia |
| 4   | Węgry    |
| 5   | Austria  |
| 6   | Norwegia |

Grupa B
| Lp. | Drużyna          |
| --- | ---------------- |
| 1   | Dania            |
| 2   | Polska           |
| 3   | Hiszpania        |
| 4   | Korea Południowa |
| 5   | Chińskie Tajpej  |
| 6   | Chiny            |

Grupa A Dywizji I jest drugą klasą mistrzowską, z której pierwsza drużyna uzyskała awans do Elity, a ostatni zespół został degradowany do Grupy B Dywizji I. Grupa B Dywizji I stanowi trzecią klasę mistrzowską. Jej zwycięzca awansował do Dywizji I Grupy A, zaś ostatnia drużyny spadła do Dywizji II Grupy A.
Turnieje I Dywizji zostały rozegrane:

Grupa A – od 9 do 15 stycznia 2023 roku w Ritten, Włochy

Grupa B – od 9 do 15 stycznia 2023 roku w Katowicach.

## Druga dywizja
Grupa A
| Lp. | Drużyna         |
| --- | --------------- |
| 1   | Australia       |
| 2   | Łotwa           |
| 3   | Holandia        |
| 4   | Wielka Brytania |
| 5   | Turcja          |
| 6   | Meksyk          |

Grupa B
| Lp. | Drużyna       |
| --- | ------------- |
| 1   | Kazachstan    |
| 2   | Belgia        |
| 3   | Islandia      |
| 4   | Nowa Zelandia |
| 5   | Bułgaria      |
| 6   | Estonia       |

Grupa A Dywizji II jest czwartą klasą mistrzowską, z której pierwsza drużyna uzyskała awans do Dywizji I Grupy B, a ostatni zespół został degradowany do Grupy B Dywizji II. Grupa B Dywizji II stanowi piątą klasę mistrzowską. Jej zwycięzca awansował do Dywizji II Grupy A.
Turnieje II Dywizji zostały rozegrane:

Grupa A – od 21 do 27 stycznia 2023 roku w Dumfries, Wielka Brytania

Grupa B – od 26 stycznia do 1 lutego 2023 roku w stolicy Bułgarii Sofii.